# Distrito de Meaux
El distrito de Meaux es un distrito (en francés arrondissement) de Francia, que se localiza en el departamento de Sena y Marne (en francés Seine-et-Marne), de la región de Isla de Francia. Cuenta con 8 cantones y 128 comunas.

## División territorial

### Cantones
Los cantones del distrito de Meaux son:
1. Cantón de Coulommiers
2. Cantón de Crécy-la-Chapelle
3. Cantón de Dammartin-en-Goële
4. Cantón de La Ferté-sous-Jouarre
5. Cantón de Lizy-sur-Ourcq
6. Cantón de Meaux-Nord
7. Cantón de Meaux-Sud
8. Cantón de Mitry-Mory

### Comunas
| 1. Armentières-en-Brie (77008)         | 2. Aulnoy (77013)                   | 3. Barcy (77023)                        | 4. Bassevelle (77024)           | 5. Beautheil (77028)           |
| 6. Boissy-le-Châtel (77042)            | 7. Bouleurs (77047)                 | 8. Boutigny (77049)                     | 9. Bussières (77057)            | 10. La Celle-sur-Morin (77063) |
| 11. Chailly-en-Brie (77070)            | 12. Chambry (77077)                 | 13. Chamigny (77078)                    | 14. Changis-sur-Marne (77084)   | 15. Charmentray (77094)        |
| 16. Charny (77095)                     | 17. Chauconin-Neufmontiers (77335)  | 18. Citry (77117)                       | 19. Cocherel (77120)            | 20. Compans (77123)            |
| 21. Condé-Sainte-Libiaire (77125)      | 22. Congis-sur-Thérouanne (77126)   | 23. Couilly-Pont-aux-Dames (77128)      | 24. Coulombs-en-Valois (77129)  | 25. Coulommes (77130)          |
| 26. Coulommiers (77131)                | 27. Coutevroult (77141)             | 28. Crouy-sur-Ourcq (77148)             | 29. Crécy-la-Chapelle (77142)   | 30. Crégy-lès-Meaux (77143)    |
| 31. Cuisy (77150)                      | 32. Dammartin-en-Goële (77153)      | 33. Dhuisy (77157)                      | 34. Douy-la-Ramée (77163)       | 35. Esbly (77171)              |
| 36. Faremoutiers (77176)               | 37. La Ferté-sous-Jouarre (77183)   | 38. Forfry (77193)                      | 39. Fresnes-sur-Marne (77196)   | 40. Fublaines (77199)          |
| 41. Germigny-l'Évêque (77203)          | 42. Germigny-sous-Coulombs (77204)  | 43. Gesvres-le-Chapitre (77205)         | 44. Giremoutiers (77206)        | 45. Gressy (77214)             |
| 46. Guérard (77219)                    | 47. La Haute-Maison (77225)         | 48. Isles-les-Meldeuses (77231)         | 49. Isles-lès-Villenoy (77232)  | 50. Iverny (77233)             |
| 51. Jaignes (77235)                    | 52. Jouarre (77238)                 | 53. Juilly (77241)                      | 54. Lizy-sur-Ourcq (77257)      | 55. Longperrier (77259)        |
| 56. Luzancy (77265)                    | 57. Maisoncelles-en-Brie (77270)    | 58. Marchémoret (77273)                 | 59. Marcilly (77274)            | 60. Mareuil-lès-Meaux (77276)  |
| 61. Mary-sur-Marne (77280)             | 62. Mauperthuis (77281)             | 63. Mauregard (77282)                   | 64. May-en-Multien (77283)      | 65. Meaux (77284)              |
| 66. Le Mesnil-Amelot (77291)           | 67. Messy (77292)                   | 68. Mitry-Mory (77294)                  | 69. Montceaux-lès-Meaux (77300) | 70. Montgé-en-Goële (77308)    |
| 71. Monthyon (77309)                   | 72. Montry (77315)                  | 73. Mouroux (77320)                     | 74. Moussy-le-Neuf (77322)      | 75. Moussy-le-Vieux (77323)    |
| 76. Méry-sur-Marne (77290)             | 77. Nanteuil-lès-Meaux (77330)      | 78. Nanteuil-sur-Marne (77331)          | 79. Nantouillet (77332)         | 80. Ocquerre (77343)           |
| 81. Oissery (77344)                    | 82. Othis (77349)                   | 83. Penchard (77358)                    | 84. Pierre-Levée (77361)        | 85. Le Plessis-Placy (77367)   |
| 86. Le Plessis-aux-Bois (77364)        | 87. Le Plessis-l'Évêque (77366)     | 88. Poincy (77369)                      | 89. Pommeuse (77371)            | 90. Précy-sur-Marne (77376)    |
| 91. Puisieux (77380)                   | 92. Quincy-Voisins (77382)          | 93. Reuil-en-Brie (77388)               | 94. Rouvres (77392)             | 95. Saint-Augistin (77400)     |
| 96. Saint-Fiacre (77408)               | 97. Saint-Germain-sur-Morin (77413) | 98. Saint-Jean-les-Deux-Jumeaux (77415) | 99. Saint-Mard (77420)          | 100. Saint-Mesmes (77427)      |
| 101. Saint-Pathus (77430)              | 102. Saint-Soupplets (77437)        | 103. Sainte-Aulde (77401)               | 104. Saints (77433)             | 105. Sammeron (77440)          |
| 106. Sancy (77443)                     | 107. Saâcy-sur-Marne (77397)        | 108. Sept-Sorts (77448)                 | 109. Signy-Signets (77451)      | 110. Tancrou (77460)           |
| 111. Thieux (77462)                    | 112. Trilbardou (77474)             | 113. Trilport (77475)                   | 114. Trocy-en-Multien (77476)   | 115. Ussy-sur-Marne (77478)    |
| 116. Varreddes (77483)                 | 117. Vaucourtois (77484)            | 118. Vendrest (77490)                   | 119. Vignely (77498)            | 120. Villemareuil (77505)      |
| 121. Villeneuve-sous-Dammartin (77511) | 122. Villenoy (77513)               | 123. Villeroy (77515)                   | 124. Villiers-sur-Morin (77521) | 125. Vinantes (77525)          |
| 126. Vincy-Manoeuvre (77526)           | 127. Voulangis (77529)              | 128. Étrépilly (77173)                  |                                 |                                |